# ドロゴブージ公国 (ドロジャエヴォ)
ドロゴブージ公国（ロシア語: Дорогобужское княжество）は、トヴェリ大公国から分離し、ドロゴブージ（現ドロジャエヴォ）を首都として成立した、ルーシの分領公国である。公国は1318年から1486年の間にかけて存続した。
初代ドロゴブージ公はウラジーミル大公・トヴェリ公を歴任したミハイルの三男コンスタンチンであった。以下コンスタンチンの子孫がドロゴブージ公位を受け継ぎ、1486年にトヴェリ大公国がモスクワ大公国に吸収された1486年まで、ドロゴブージ公国を統治した。最後のドロゴブージ公はコンスタンチンの玄孫にあたるユーリーであり、1471年、1478年にはモスクワ大公イヴァン3世のノヴゴロド遠征に従軍していたことが、ルーシの年代記（レートピシ）に記されている。
なお、最後のドロゴブージ公は、ユーリーの兄弟のオシプ(ru)であるとみなす説もある。オシプは公国消滅後はモスクワ大公国に仕え、軍司令官（ヴォエヴォダ）として、1487年のカザン攻略戦など各地を転戦した。オシプの子イヴァンは貴族（ドヴォリャンスキー・ロード(ru)）のポロシン家(ru)の祖となるが、ドロゴブージの公（クニャージ）の称号は消滅した。